# Lijst van planten voor industriële verwerking
Door de verwerkende industrie worden vele stoffen, zoals vezels (vlasvezel) en inhoudsstoffen (suiker, zetmeel, koolzaadolie, etherische olie), uit planten gehaald.

## Geneeskrachtige planten
Zie voor een lijst van geneeskrachtige planten het lemma Fytotherapie.

## Planten voor de productie van alcohol
- Gerst, Hordeum vulgare
- Tarwe, Triticum aestivum
- Pruim, Prunus domestica
- Aardappel, Solanum tuberosum
- Suikerriet, Saccharum officinarum

## Planten voor de productie van cellulose en papier

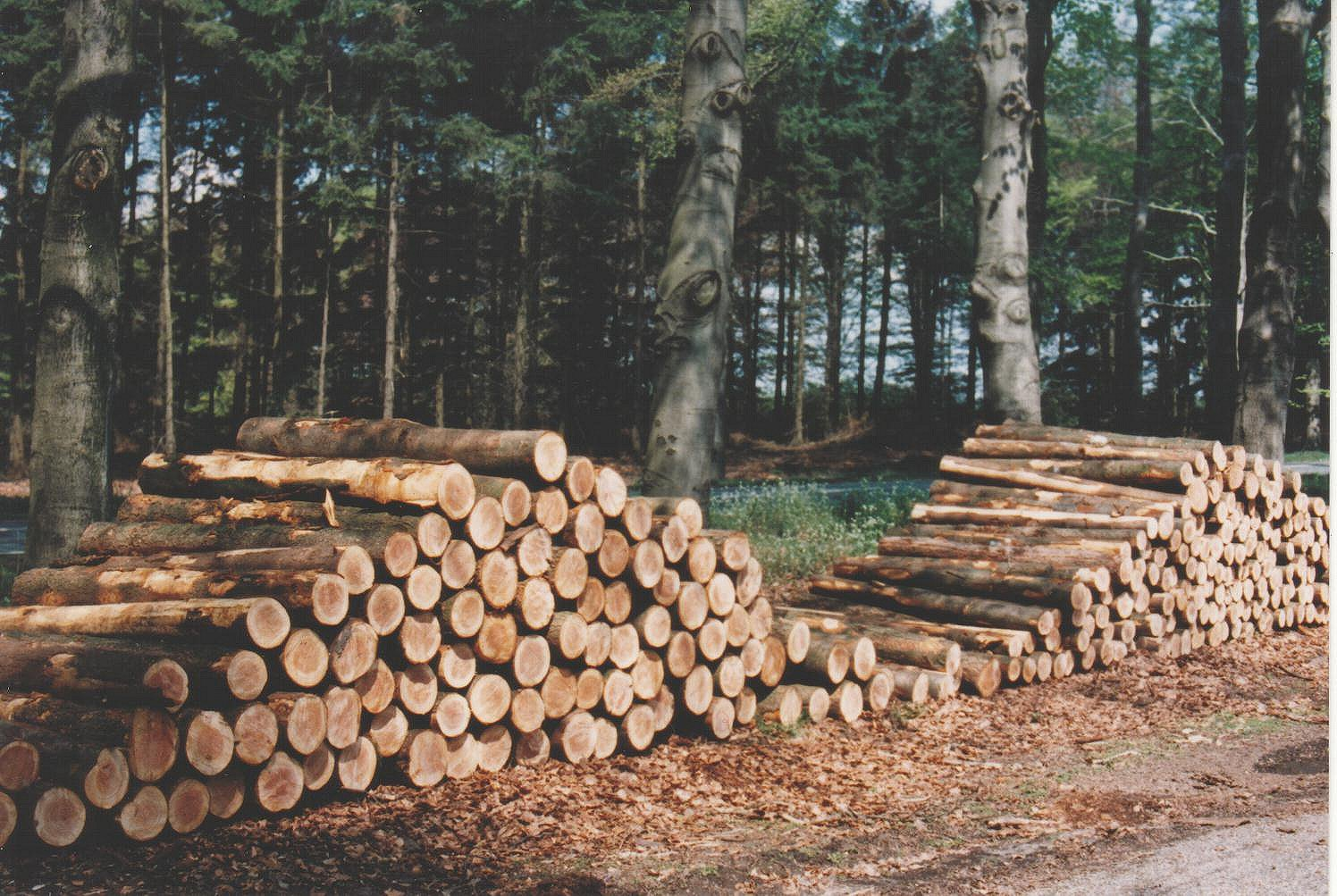
gezaagd naaldhout voor de papierindustrie

Het hout van alle boomsoorten kan gebruikt worden voor de vervaardiging van cellulose en papier. Ook de houtresten die bij het hekelen van vlas (vlasscheven) en hennep vrijkomen, kunnen voor de papierproductie worden gebruikt, evenals stro (strokarton) en rijst (rijstpapier).

## Planten voor de houtproductie
Het hout van alle boomsoorten kan gebruikt worden voor de houtproductie. Wel zijn er grote verschillen in de kwaliteit van het hout. Snelgroeiende soorten als populier en wilg leveren een lage kwaliteit.

## Oliehoudende planten
- Koolzaad, Brassica napus L. ssp. oleifera (Metzg.) Sinsk.
- Zonnebloem, Helianthus annuus
- Soja, Glycine max
- Chia, omega-3 vetzuren, Salvia hispanica L.
- Vlas, Lijnzaadolie
- Oliepalm, Elaeis guineensis
- Kokospalm, Cocos nucifera
- Maïs, Zea mays

## Zetmeelhoudende planten
- Aardappel, zetmeelaardappel, Solanum tuberosum L.
- Mais, zetmeelmais, Zea mays
- Cassave of maniok, Manihot esculenta Crantz

## Vezelhoudende planten
- Abaca, zie Manilla
- Bezemstruik, Spartium junceum L., Vlinderbloemenfamilie Fabaceae
- Boomwol, Ochroma lagopus; Bombax malabaricum en B. mungaba; Eriodendron anfractuosum; vulmateriaal
- Hennep (vezelhennep), Cannabis sativa L. subsp. sativa, Hennepfamilie Cannabacea
  - Bombay-hennep, zie Ketmie hennep bladeren,
  - Bengaalse hennep, zie crotalaire effilée,
- India jute, zie jute,
- Indische hennep, Madrashennep, Bengaalse hennep, Crotalaria juncea L., Vlinderbloemenfamilie Fabaceae
- Jute of India jute, Corchorus capsularis L., Kaasjeskruidfamilie Malvaceae
  - Jute of melokhia (groente), Corchorus olitorius L., Kaasjeskruidfamilie Malvaceae
- Kapokboom (Ceiba pentandra)
  - Kapokboom (Ceiba pentandra)(L.) Gaertn., Kaasjeskruidfamilie Malvaceae
  - Indische kapokboom (Bombax ceiba), Kaasjeskruidfamilie Malvaceae
- Katoen, geslacht Gossypium, Kaasjeskruidfamilie Malvaceae
  - Behaarde katoen, Gossypium hirsutum L.
  - Katoen arborescent, Gossypium arboreum L.
  - Aziatische katoen, Gossypium herbaceum L.
  - Egyptische katoen of Amerikaanse katoen (met lange vezels), Gossypium barbadense L.,
  - Katoen sauvage, Gossypium tomentosum Nutt. ex Seem.
  - Nier-katoen of Pernambus katoen, Gossypium acuminatum Roxb.
- Ketmie bladvezel of Bombay-jute of Bombay-hennep, Hibiscus cannabinus L., Kaasjeskruidfamilie Malvaceae
- Kokospalm (kokosvezel), Cocos nucifera L., Palmenfamilie Arecaceae:
- Manillahennep of abaca, Musa textilis Née, Bananenfamilie Musaceae
- Mousseline, Urtica dioica L., Brandnetelfamilie Urticaceae
- Nieuw-Zeelands vlas of Nieuw-Zeelandse hennep, Phormium tenax
- Palmyra, rontalbladeren, Borassus flabellifer L. Palmenfamilie Arecaceae
- Piassaven, Attalea funifera, uit Brazilië, voor borstels
- Plantenzijde, plantenhaar of crin végétal, Calotropis gigantea; Chamaerops humilis (bekend als: Plantaardig paardenhaar); Trilgraszegge, Carex brizoides of Alpengras; Tillandsia usneoides. Gebruikt als vulmissel.
- Raffia, Raphia farinifera (Gaertn.) Hyl., Palmenfamilie Arecaceae
- Ramie, Boehmeria utilis Dubard', Brandnetelfamilie Urticaceae
  - Chinese ramie, Boehmeria nivea (L.) Gaudich., Brandnetelfamilie Urticaceae
- Rijstwikke, Aeschynomene aspera L., Vlinderbloemenfamilie Fabaceae
- Rosellahennep, Siamjute, kenaf, Hibiscus sabdariffa L. Kaasjeskruidfamilie Malvaceae
- Schroefpalm Pandanus utilis Bory of Vaquois utile, Schroefpalmenfamilie Pandanaceae
- Sisal, Agave spp., Agavenfamilie Agavaceae
  - Echte sisal, Agave sisalana Perrine,
  - Ixtle, Agave falcata, A. striata, A, atrovirens, A. cochlearis, A. funkiana, A. lecheguilla; Samuela carnerosana; Yucca valide; Hesperaloë funifera en dergelijke
  - Maguey of Manilleense sisal of Cantala, Agave cantula Roxb.,
  - Mauritius-hennep of Fourcroyavezel, Furcraea gigantea en Furcraea foetida
  - Witte sisal, Henequén of Yucatánsisal, Agave fourcroydes Lem.
  - Savadoraanse sisal, Agave angustifolia Haw. var. letonae (F. W. Taylor ex Trel.) Gentry,
  - Tampicohennep, pitavezel, Agave univitatta Haw.
  - Uréna of paka, Urena lobata L.
  - Agave lechuguilla Torr.
  - Zapupe, Agave zapupe en Agave deweyana
- Sunn, bastvezel van Crotalarea juncea
- Vezelbanaan , zie Manillahennep
- Vezelvlas, Linum usitatissimum L., Vlasfamilie Linaceae
- Witte honingklaver, Melilotus alba, Vlinderbloemenfamilie Fabaceae
- Zeegras (Zostera maritima), vulmateriaal
- Zijdeplant, Asclepias syriaca L., Maagdenpalmfamilie Apocynaceae

## Planten voor dakbedekking, de mandenmakerij, vlechtwerk en houtsnijwerk
- Alfa, Stipa tenacissima Loefl. ex L., Grassenfamilie Poaceae
- Bamboe roseau, Bambusa bambos (L.) Voss, Grassenfamilie Poaceae
- Zachte berk witte stam, Betula pubescens Ehrh, Berkenfamilie Betulaceae
- Papierberk, Betula papyrifera Marshall, Berkenfamilie Betulaceae
- Jonc à lier, Juncus effusus L. var. decipiens Buchenau, Russenfamilie Juncaceae
- Katwilg, Salix viminalis L., Wilgenfamilie Salicaceae
- Kokospalm, Cocos nucifera L., Palmenfamilie Palmae of Arecaceae
- Pijlriet, Arundo donax L., Grassenfamilie Poaceae
- Riet, Phragmites australis (Cav.) Trin. ex Steud., Grassenfamilie Poaceae
- Bezemgierst, Sorghum vulgare, voor bezems
- Struikheide, Calluna vulgaris, voor bezems
- Pijpenstrootje, Molinia caerulea, voor bezems
- Grote lisdodde, Typha latifolia L., Lisdoddefamilie Typhaceae
- Rotanpalm, Calamus rotang L., Palmenfamilie Arecaceae
- Spaans riet of rotan, Daemonorops Bl.
- Spaans riet of rotan, Plectocomia Mart et Bl.
- Mattenbies, Scirpus lacustris (L.), Cypergrassenfamilie Cyperaceae
- Hollandse linde (houtsnijwerk), Tilia ×europaea L., Kaasjeskruidfamilie Malvaceae

Zie ook Lijst van natuurlijke vezels

## Suikerhoudende planten
- Areng of suikerpalm, Arenga pinnata (Wurmb) Merr., Palmenfamilie Arecaceae
- Suikerbiet, Beta vulgaris var. saccharata, Ganzenvoetfamilie Chenopodiaceae
- Suikerriet, L., Grassenfamilie Poaceae
- Esdoorn, Acer saccharinum Wangenh., Esdoornfamilie Aceraceae
- Waaierpalm, Borassus flabellifer L., Palmenfamilie Arecaceae
- Sorghum, Sorghum vulgare Pers. var.saccharatum, Grassenfamilie Poaceae

Zie ook suiker

## Saponinehoudende planten
- Echte koekoeksbloem
- Zeephout, Quillaja saponaria Molina, Rozenfamilie Rosaceae
- Zeepkruid, Saponaria officinalis L., Anjerfamilie Caryophyllaceae
- Indische zeepboom, Sapindus saponaria L., Sapindusfamilie Sapindaceae

Zie ook: Saponine

## Gommen en melksappen

### Gommen enlatex
- Arabische gom, Acacia arabica, Arabica senegal, Acacia vera
- Indische rubberboom, Ficus elastica Roxb. ex Hornem, Moerbeifamilie Moraceae
- Bodhiboom of Heilige vijgeboom, Ficus religiosa L., Moerbeifamilie Moraceae
- Ceara-rubber, Manihot carthagenensis (Jacq.) Müll. Arg. subsp. glaziovii (Müll. Arg.) Allem, Wolfsmelkfamilie Euphorbiaceae
- Castilla, Castilla elastica Sessé subsp. elastica, Moerbeifamilie Moraceae
- Cnidoscolus, Cnidoscolus elasticus Lundell, Wolfsmelkfamilie Euphorbiaceae
- Ficus, Ficus consociata Blume, Moerbeifamilie Moraceae
- Guttapercha, Palaquium gutta (Hook.) Baill., Sapotafamilie Sapotaceae
- Braziliaanse rubberboom, Hevea brasiliensis (Willd. ex A.Juss.) Müll. Arg Wolfsmelkfamilie Euphorbiaceae
  - Hevea guianensis Aubl.
- Sorva, Couma utilis (Mart.) Müll. Arg. Maagdenpalmfamilie Apocynaceae
- Kauwgom, Manilkara zapotilla Gilly en Manilkara chicle Gilly
- Dammar gom, Shorea wiesneri Schiffn.
- Tragacanth gom of Tragant gom of dragant gom, Astragalus spp.

### Harsen en balsems
- Perubalsem, Myroxylon balsamum (L.) Harms var. pereirae (Royle) Harms, Vlinderbloemenfamilie Fabaceae
- Tolubalsem, Myroxylon balsamum (L.) Harms var. balsamum, Vlinderbloemenfamilie Fabaceae
- Gumbo Limbo, Bursera simaruba (L.) Sarg, Gombomenfamilie Burseracerae
- Storax, van Amberboom, Liquidambar styraciflua L., Toverhazelaarfamilie Hamamelidaceae
- Copal, van Oosterse amberboom, Liquidambar orientalis Mill., Toverhazelaarfamilie Hamamelidaceae
- Kopal (oleoresine), Copaifera officinalis (Jacq.) L., Vlinderbloemenfamilie Fabaceae
- Sandarak, Tetraclinis articulata (Vahl) Mast., Cipressenfamilie Cupressaceae
- Cade (teer), Juniperus oxycedrus L., Cipressenfamilie Cupressaceae
- Drakebloed hars, Daemonorops draco (Willd.) Blume, Palmenfamilie Arecaceae
- Elemi, Canarium luzonicum
- Copaiba balsem, Copaifera reticulata
- Colofonium, Pinus
- Hars en Terpentijn, Spar, Dennenfamilie

## Looistof (tanninen) leverende planten
- Cathechuboom, Acacia catechu (L. f.) Willd. Vlinderbloemenfamilie Fabaceae
- Bagaruwa of Garad of Gabda of Sunt, Acacia nilotica (L.) Delile, Vlinderbloemenfamilie Fabaceae
- Dividivi of Divi-divi, Caesalpinia coriaria (Jacq.) Willd., Vlinderbloemenfamilie Fabaceae
- Looiersstruik, Coriaria myrtifolia L., Coriariacées
- Eikenbast, Quercus spp, Beukenfamilie Fagaceae
  - Kermiseik, Quercus coccifera L
  - Kurkeik Quercus suber L.
  - Inlandse eik of zomereik, Quercus robur L.
  - Wintereik , Quercus petraea (Matt.) Liebl.
  - Bergeik of Pyrenese eik, Quercus pyrenaica Willd.
  - Steeneik, Quercus ilex L.
- Eikengallen
  - ........, Quercus lusitanica Olivier
- Myrobalan, Terminalia bellirica (Gaertn.) Roxb., Combretumfamilie Combretaceae
- Québracho, Schinopsis quebracho-colorado (Schltdl.) F. A. Barkley & T. Mey., Pruikenboomfamilie Anacardiaceae
- Québracho rouge, Schinopsis balansae Engl., Pruikenboomfamilie Anacardiaceae
- Sumakkruid van de Sumak (Azijnboom), Rhus coriaria L., Pruikenboomfamilie Anacardiaceae

## Planten voor pigment- en inktbereiding
- Blauwe bosbes, Vaccinium myrtillus L.,
- Blauwhout, Campechehout, Haematoxylum campechianum L., Vlinderbloemenfamilie Fabaceae
- Sporkehout (Frangula alnus Mill.)
- Catechu, Acacia catechu (L.f.) Willd., Vlinderbloemenfamilie Fabaceae
- Haritaki (Terminalia chebula Retz.)
- Saffloer (Carthamus tinctorus L.)
- Chay (Oldenlandia umbellata L.)(= Hedyotis umbellata)
- Eikengallen, Quercus infectoria Oliv., Beukenfamilie Fagaceae
- Blikeik, Quercus velutina Lmk., Beukenfamilie Fagaceae
- Croton des teinturiers ou tournesol, Chrozophora tinctoria (L.) A. Juss., Wolfsmelkfamilie Euphorbiaceae
- Geelwortel(Curcuma domestica Valet.)
- Valse basterdindigo (Amorpha fruticosa L.)
- Pruikenboom (Cotinus coggygria Scop
- Gambier, Uncaria gambir (W. Hunter) Roxb., Walstrofamilie Rubiaceae
- Meekrap (Rubia tinctotium L., Walstrofamilie Rubiaceae
  - Garance du Sikkim (Garancine van Sikkim) (Rubia sikkimensis Kurz, Walstrofamilie Rubiaceae
  - Vreemde rubia, Rubia peregrina, Walstrofamilie Rubiaceae
- Hennastruik, Lawsonia inermis L., Kattenstaartfamilie Lythraceae
- Wouw (Reseda luteola L.)
- Verfbrem, Genista tinctoria L., Vlinderbloemenfamilie Fabaceae
- Jeneverbes, Juniperus communis L., Cipressenfamilie Cupressaceae
- Indigoplant (Baptisia tinctoria R. Br.) voor Indigo
- Indigoplant, Indigofera tinctoria L., Vlinderbloemenfamilie Fabaceae voor Indigo
- Nerprun alaterne (Rhamnus alaternus L.)
- Wegedoorn (Rhamnus cathartica L.)
- Okkernoot, Juglans regia L., Okkernootfamilie Juglandaceae
- Ossentongwortel, verfplant (Alkanna tinctoria L.)
- Orcanette jaune (Onosma echioides L.)
- Rode Mangrove, Rhizophora mucronata lamk., Rhizophora
- Wede (Isatis tinctoria)
- Sleedoorn, Prunus spinosa L., Rozenfamilie Rosaceae
- Looiersstruik (Coriaria myrtifolia L.)
- Renouée des teinturiers, Polygonum tinctorium Ait., Duizendknoopfamilie Polygonaceae
- Orleaan, Bixa orellana L., Orleaanfamilie Bixaceae
- Saffraankrokus (Crocus sativus L.)
- Santal rouge (Pterocarpus santalinus L.)
- Sorghum des teinturiers, Sorghum vulgare Pers. var. Dura Hubbard et Rehd., Grassenfamilie Poaceae
- Sumak des corroyeurs (Rhus coriaria L.)
- Verfhout
  - Blauwhout of Campêche, (Hæmatoxylon campechianum)
  - Brazielhout, Roodhout of Pernambuk, (Guilandina echinata), rode kleurstof
  - Geelhout (Cladrastis lutea)
- Vlier, (Sambucus nigra L.)
- Kruidvlier yèble (Sambucus ebulus L.)
- Thee (Camellia sinensis (L.) O. Kuntze)
- Wilde liguster (Ligustrum vulgare L.
- Zwarte els, (Alnus glutinosa (L.) Gaertn.)

## Geurstoffen, kruiden, specerijen en etherische oliën
- Ajowan, (Trachyspermum ammi (L.) Sprague ex Turrill, Schermbloemenfamilie Apiaceae)
- Ambrettezaad ook wel muskuszaad, (Abelmoschus moschatus Medik. subsp. moschatus, Kaasjeskruidfamilie Malvaceae)
- Basilicum, (Ocimum basilicum, L. Lipbloemenfamilie Lamiaceae)
- Benzoë Siam, (Styrax tonkinensis (Pierre) Craib ex Hartwich, Styraxfamilie Styracaceae)
- Benzoë Sumatra, (Styrax benzoin Dryand, Styraxfamilie Styracaceae)
- Bergamot, (Citrus Bergamia Risso, Wijnruitfamilie Rutaceae)
- Bittere sinaasappel, neroli, oranjebloesem en petitgrain, (Citrus aurantium ssp. amara Engl. Wijnruitfamilie
- Kamfer, (Cinnamomum camphora (L.) J. Presl, Laurierfamilie Lauraceae
- Kaneel, (Cinnamomum zeylanicum), Laurierfamilie Lauraceae
- Ocimum gratissimum, ((Ocimum gratissimum), Lipbloemenfamilie Lamiaceae)
- Ocumun americanum, (Ocimum americanum L., Lipbloemenfamilie Lamiaceae)
- Borneokamfer, (Dryobalanops aromatica C. F. Gaertn., familie der Dipterocarpacea-achtigen Dipterocarpaceae
- Acacia, Kassia-boom (Acacia farnesiana (L.) Willd., Vlinderbloemenfamilie Fabaceae
- Citronella (Cymbopogon nardus (L.) Rendle, Grassenfamilie Poaceae
- Palmarosa of Indische geranium, (Cymbopogon martinii (L.) Rendle, Grassenfamilie Poaceae
- Oliebanum, kerkwierook, wierook, (Boswellia sacra Flück, Gombomenfamilie Burseracerae
- Eucalyptus globulus, Blauwe gomboom (Eucalyptus globulus, Mirtfamilie Myrtaceae
- Citroen eucalyptus, citronellal, (Eucalyptus maculatus var. citriodora, Mirtfamilie ..........
- Venkel (Foeniculum vulgare, Schermbloemenfamilie Apiaceae
- Pelargonium (citroengeranium) (Pelargonium graveolens, Ooievaarsbekfamilie Geraniaceae
- Kerrieplant-olie, Kerrie plant (Helichrysum angustifolium DC., Composietenfamilie Asteraceae
- Orris rhizome olie, Bleke lis (Iris pallida, Lissenfamilie Iridaceae
- Echte jasmijn (Jasminum officinale L., Geslacht Jasminum
- Gele jasmijn (Jasminum odoratissimum L., Geslacht Jasminum
- Grootbladige jasmijn (Jasminum grandiflorum L. subsp. grandiflorum, Geslacht Jasminum
- Lavendel echte (Lavandula officinalis, Lipbloemenfamilie Lamiaceae
- Lavendel kuiflavendel, Franse lavendel (Lavandula stoechas, Lipbloemenfamilie Lamiaceae
- Lavendel Spijk, Spijklavendel (Lavandula latifolia, Lipbloemenfamilie Lamiaceae
- Pepermunt Pepermunt (Mentha piperata), L. Lipbloemenfamilie Lamiaceae
- Robinia (Acacia semperflorens Jacques, Vlinderbloemenfamilie Fabaceae
- Foelie Myristica fragrans olie , Nootmuskaat (Myristica fragrans Houtt, Mirtfamilie Myrtaceae
- Mirte Myrthe Mirt, Mirtestruik (Myrtus communis, Mirtfamilie Myrtaceae
- Kruidnagelachtig, Tuinanjer (Dianthus caryophyllus, Anjerfamilie Caryophyllaceae
- Patchouli (Pogostemon cablin (Blanco) Benth., Lipbloemenfamilie Lamiaceae
- Roos roos (absolue), Franse roos of Provence roos (Rosa X centifolia L., Rozenfamilie Rosaceae
- Bulgaarse roos, ( Rosa damascena var. tringintipetala, Rozenfamilie Rosaceae
- Tuberosa tuberosa (absolue), Tuberoos (Polyanthes tuberosa), Agavenfamilie Agavaceae
- Verveine, Citroenverbena (Lippia citriodora)
- Vetiver olie, (Vetiveria zizanioides syn. Chrysopogon zizanioides (L.) Roberty), Grassenfamilie Poaceae
- Maarts viooltje (Viola odorata), Viooltjesfamilie Violaceae
- Citroengras of Lemongrass (Cymbopogon citratus (DC.) Stapf, Grassenfamilie Poaceae
- Ylang-Ylang (Cananga odorata (Lam.) Hook.f. & Thomson, Zuurzakfamilie Annonaceae
- Linaloë, (Bursera glabrifolia)